# Balaguer
|  | No s'ha de confondre amb Balagué. |

Balaguer és una ciutat de Catalunya, capital de la comarca de la Noguera i cap del seu partit judicial. És el segon municipi més poblat de les comarques de ponent. La ciutat està comunicada per la C-13 i compta amb una estació de la línia ferroviària Lleida - la Pobla de Segur.

## Geografia
- Llista de topònims de Balaguer (Orografia: muntanyes, serres, collades, indrets..; hidrografia: rius, fonts...; edificis: cases, masies, esglésies, etc).

## Història

### Època andalusina: Madínat Balaghí
L'origen de la ciutat de Balaguer cal buscar-lo a inicis del segle viii arran de l'arribada de les tropes àrabs i amazigues que havien entrat a la península Ibèrica per l'estret de Gibraltar l'any 711. Possiblement instal·laren un campament militar a l'indret conegut actualment com el Pla d'Almatà de Balaguer. Amb els anys, aquest campament emmurallat esdevindria un barri de Madina Balaguer La primera menció conservada que fa referència a Balaguer data de l'any 863-864. En aquesta el monjo Aimó de Saint-Germain-des-Prés, a petició de l'Abat i els monjos del seu monestir, narra les peripècies del monjo Audald en la "Invenció i translació del cos de sant Vicenç des d'Hispània al monestir de Castres". Les escales del viatge foren a Balaguer, el castell de Berga, Alp, Llívia i Carcassona. La narració explica que a Balaguer va sortir molta gent a rebre el cos del sant i que una dona va recuperar la vista que feia poc havia perdut.
Diu el cronista Ibn Abū Ahmad que la importància de Balaguer començà en temps dels Banu Qassi, que el castell s'alçà l'any 877 per Llop Ibn Muhàmmad, senyor de l'Emirat de Larida, que ja el 862 construí la Suda. Un altre escrit de la mesquita de Tunis datat l'any 1003 parla de la batalla d'Albesa, prop de "Balagué".
Un text d'al-Udhrí explica que Llop Ibn Muhàmmad, que el 897 havia ferit mortalment Guifré el Pelós, assetjà els castells de Montsó, Balagay o Balaguer i Barbastre. Cal tenir en compte que en aquells temps els castells i pobles de la frontera est dels musulmans es rebel·laven sovint, com ho demostra l'alçament dels balaguerins el 927 contra Llop, encara que la ciutat seguiria en mans de dels Banū Hūd lleidatans.
La ciutat de Balaguer no es va rendir davant d'Arnau Mir de Tost, tot i les seves incursions pels Aspres, de Montclús a Montmagastre. En canvi, el seu net Guerau II de Cabrera, seguint les ordres del seu senyor Ermengol V va conquerir la ciutat breument l'any 1100 o 1101, i morí en la batalla de Mollerussa el 1102 deguda als atacs musulmans resultants. La ciutat caigué definitivament el 1105, abans que Ermengol VI fos major d'edat. En aquest últim atac van ajudar-lo Ramon Berenguer III de Barcelona i Pedro Ansúrez. En el repartiment posterior el comte d'Urgell seguiria sent vassall del de Barcelona, i el vescomte d'Àger obtingué una part de la ciutat i un dret a l'antiga Suda, ara Castell Formós i residència dels comtes d'Urgell. El 7 de juny de 1111 donà a la catedral d'Urgell i al bisbe Ot un quart de la Suda, i ciutat i termes seus es van incorporar a aquesta diòcesi.

### Conquesta feudal: Balaguer
Els successius atacs dels sarraïns de Lleida van alentir la repoblació amb cristians de la zona, començada per Guerau II de Cabrera el 13 d'abril de 1106 amb la subinfeudació a Arnau I d'Anglesola els seus drets sobre la Suda i el quart de ciutat que tenia. Un altre exemple el trobem el febrer de 1113, amb la concessió d'alguns drets al bisbe d'Urgell i al cavaller Bernat Eixard.
Les primeres repoblacions serioses, però, es produeixen els anys 1118 (aquesta carta donava en propietat les terres dels dos marges del riu als que hi habitessin, com els Guadall, Guirt, Bernat, Fortés, Isarn, Mir, Arnau i fins a vint-i-set famílies) i 1174, fetes amb gents de les valls d'Àger i de Meià, seguides per altres procedents de la Ribagorça, la Gascunya i el Llenguadoc. En una ampliació de drets posterior els balaguerins van quedar exempts de passar mai per les ordalies del ferro al roig i l'aigua calenta i freda, els lliurava dels mals usos i permetia el mercat del dissabte i la fira de Sant Bartomeu.
Durant la guerra que enfrontà la noblesa contra Jaume el Conqueridor i el seu fill Pere II la ciutat fou una plaça important del bàndol revoltat, fins al setge i conquesta de 1280, narrada a la Crònica de Bernat Desclot. Per retenir el comtat, Ermengol X es feu vassall del rei, i per herències les seves terres acabaren en mans del futur Alfons III el Benigne, més tard tornaren a mans dels comtes d'Urgell.
La ciutat es va incorporar al patrimoni reial de Ferran d'Antequera dels nous reis Trastàmara després del setge de la ciutat que va tenir lloc durant la Revolta del comte d'Urgell a conseqüència de la decisió del Compromís de Casp. El nou rei deixà en testament la ciutat al rei Joan II de Navarra, que en prengué possessió l'any 1418.
En la Guerra civil catalana contra Joan II (1462) el rei muntà la seva base d'operacions a la vila, fins a la caiguda de Lleida el 1464. En morir aquest, la senyoria de la ciutat passà al seu fill Ferran el Catòlic, per quedar-se definitivament incorporada a la corona.

### Dinastia dels Àustria
Durant aquesta època la vila tenia relacions fluides amb les poblacions veïnes. Carles V li concedí la fira de Sant Pere, i a petició dels paers li concedí el privilegi de no poder ser mai més separada de la corona. Durant tot el segle xvi la pesta primer i més tard el bandolerisme van ser grans problemes per la ciutat. Alguns bandolers famosos eren de la Noguera, com el Batlle d'Alòs de Balaguer, Arnau Escuder, que el 1589 arribà a assetjar al castell de Cubells molts nobles de la comarca.

### Les grans guerres

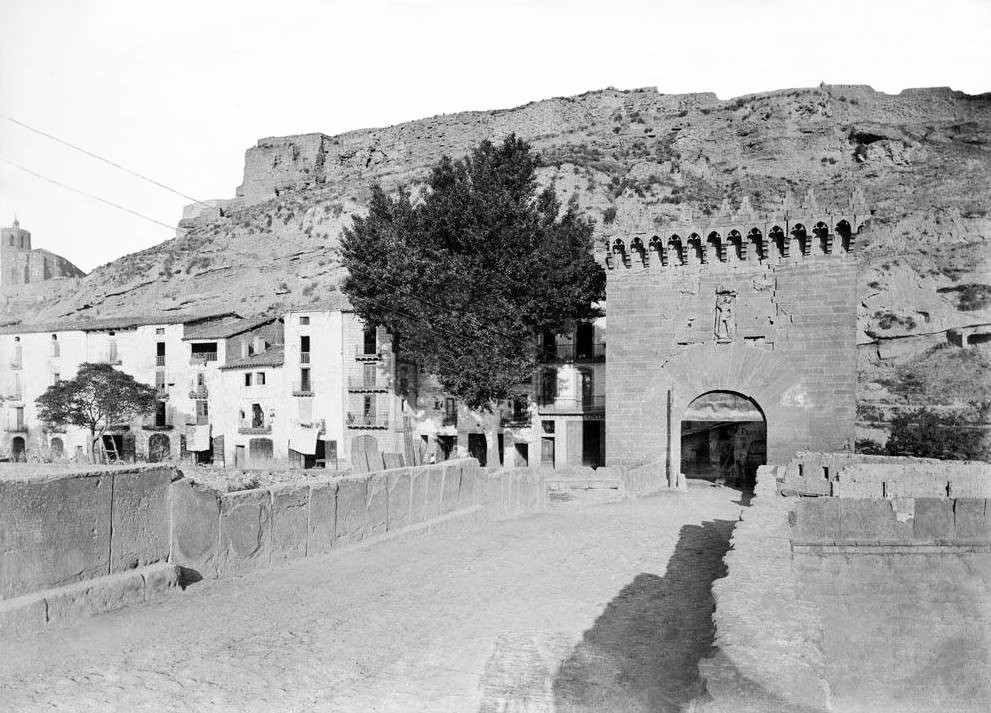
Portal de Sant Miquel (enderrocat). Porta d'entrada a la vila de Balaguer (1893-05-27)

Durant la Guerra dels Segadors, els francesos ocuparen la ciutat (1642) per considerar-la plena d'enemics. Quan es rendí dos anys més tard a l'exèrcit castellà passa a ser atacada des d'Aragó diverses vegades pels francesos, fins a reconquerir-la. La conquesta definitiva fou el 1652.
En la Guerra de Successió la ciutat acceptà el govern de Carles III el 1706, però va haver de capitular l'any 1711 després de la batalla d'Almenar. Pel decret de Nova Planta fou castigada passant de cap de vegueria a alcaldia major del corregiment de Lleida.
En el temps de la invasió napoleònica un Balaguer desert fou ocupat per mariscal Louis Gabriel Suchet el 4 d'abril de 1810, que també conquerí Lleida el 10 de maig. Molts veïns de la comarca es veieren obligats a aixecar de nou les muralles de la vila, que resistirà fins al 1814.
A la Primera Guerra Carlina (1833-40) Balaguer tornarà a ser fortificada, però el 1894 les muralles i dos portals són enderrocats.
Durant la Guerra Civil espanyola tingué lloc la batalla de Balaguer, del 22 al 28 de maig de 1938, en forma d'un contraatac de la República per eliminar un cap de pont franquista. Dos cops van atacar, amb èxit la segona.

## Demografia
| 1497 f | 1515 f | 1553 f | 1717  | 1787  | 1857  | 1877  | 1887  | 1900  | 1910  |
| ------ | ------ | ------ | ----- | ----- | ----- | ----- | ----- | ----- | ----- |
| 467    | 417    | 369    | 1.620 | 3.634 | 5.368 | 4.742 | 4.509 | 4.938 | 4.800 |

| 1920  | 1930  | 1940  | 1950  | 1960  | 1970   | 1981   | 1990   | 1992   | 1994   |
| ----- | ----- | ----- | ----- | ----- | ------ | ------ | ------ | ------ | ------ |
| 5.325 | 5.700 | 6.031 | 6.469 | 8.342 | 11.676 | 12.432 | 13.378 | 13.069 | 13.069 |

| 1996   | 1998   | 2000   | 2002   | 2004   | 2006   | 2008   | 2010   | 2012   | 2014   |
| ------ | ------ | ------ | ------ | ------ | ------ | ------ | ------ | ------ | ------ |
| 13.103 | 13.188 | 13.275 | 13.718 | 14.540 | 15.769 | 16.341 | 16.766 | 16.952 | 16.485 |

| 2016   | 2018   | 2020   | 2022   | 2024   | 2026 | 2028 | 2030 | 2032 | 2034 |
| ------ | ------ | ------ | ------ | ------ | ---- | ---- | ---- | ---- | ---- |
| 16.530 | 16.841 | 17.472 | 17.460 | 17.705 | -    | -    | -    | -    | -    |

## Llocs d'interès
- Museu de la Noguera[5]
- Centre d'Interpretació de l'Or del Segre

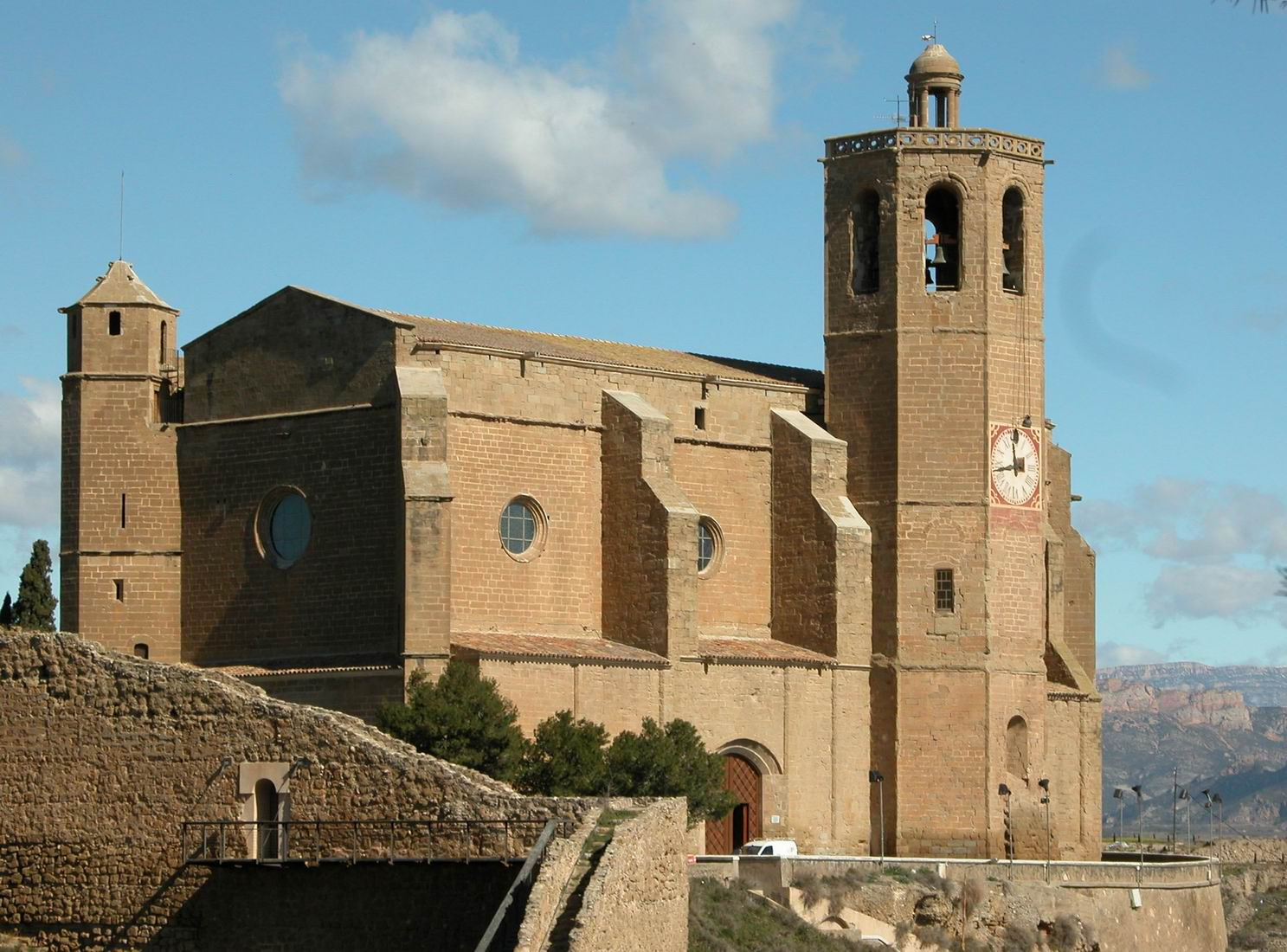
Església de Santa Maria

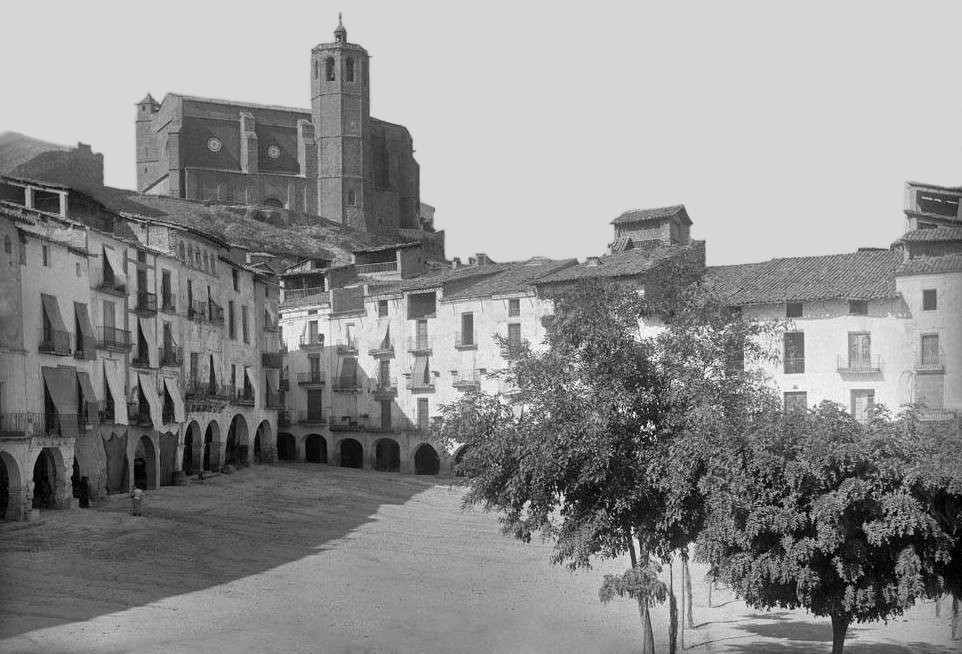
Plaça del Mercadal de Balaguer, al 1895

- Flix, enclavament de Balaguer entre la Sentiu de Sió i Cubells regat pel riu Sió.[6]
- Església gòtica de Santa Maria
- Jaciment arqueològic del Pla d'Almatà (medina àrab)
- Església de Sant Salvador (Balaguer) romànica
- Santa Maria de les Franqueses (4,3km)[7]
- Convent de Sant Domènec (segle XIV)
- Xalet Montiu (modernista)
- Casa Tarragona (neoclàssica)
- Basílica Santuari del Sant Crist
- Restes de la Suda (Castell Formós)
- Plaça del Mercadal (segle XIV), la plaça porticada més gran de Catalunya
- Pont de Sant Miquel (gòtic)
- Muralles (segles xi i xii)
- Església de la Mare de Déu del Miracle
- Masia Casa de Lloreda. És una masia situada a 224,1 metres.[8][9]

## Política

### Llista d'alcaldes del municipi de Balaguer
| Període     | Alcalde o alcaldessa    | Partit polític   | Data de possessió | Observacions |
| ----------- | ----------------------- | ---------------- | ----------------- | ------------ |
| 1979–1983   | Gregorio Gallego Marin  | Logotip del PSUC | 19/04/1979        | --           |
| 1983–1987   | Miquel Àguila i Barril  | Logotip del PSC  | 23/05/1983        | --           |
| 1987–1991   | Miquel Àguila i Barril  | Logotip del PSC  | 30/06/1987        | --           |
| 1991–1995   | Josep Borràs i Gené     | Logotip de CiU   | 05/07/1991        | --           |
| 1995–1999   | Miquel Àguila i Barril  | Logotip del PSC  | 07/07/1995        | --           |
| 1999–2003   | Miquel Àguila i Barril  | Logotip del PSC  | 03/07/1999        | --           |
| 2003–2007   | Miquel Àguila i Barril  | Logotip del PSC  | 14/06/2003        | --           |
| 2007–2011   | Miquel Àguila i Barril  | Logotip del PSC  | 16/06/2007        | --           |
| 2011–2015   | Josep Maria Roigé Rafel | Logotip de CiU   | 11/06/2011        | --           |
| 2015–2019   | Jordi Ignasi Vidal Giné | Logotip d'ERC    | 13/06/2015        | --           |
| 2019-2023   | Jordi Ignasi Vidal Giné | Logotip d'ERC    | 15/06/2019        | --           |
| Des de 2023 | Lorena González         | Logotip del PSC  | 17/06/2023        | --           |

### Composició del consistori des de 2019
- Jordi Ignasi Vidal Giné (GM ER-AM), alcalde.
- Ester Guarné (GM ER-AM), primera tinent d'alcalde i regidora de promoció Econòmica i Ocupació.
- Gemma Vilarasau (GM ER-AM), segona tinent d'alcalde i regidora d'esports, Joventut i Infància.
- Gerard Torres Viola (GM ER-AM), tercer tinent d'alcalde i regidor d'Urbanisme, Seguretat i Obres i Serveis.
- Kevin Bruque Domínguez (GM ER-AM), quart tinent d'alcalde i regidor de Governació, Afers Socials i Participació.
- Arnau Torrente Capdevila (GM ER-AM), cinquè tinent d'alcalde i regidor de Cultura i Comunicació.
- Laura Corsà Forcat (GM ER-AM), regidora d'Educació, Igualtat i Nova Ciutadania.
- Maria Pau Ortiga Becerra (GM ER-AM), regidora de Turisme, Fires i Festes.
- Xavier Castellà Collado (GM ER-AM), regidor de Medi, Sostenibilitat i Salut.
- Laia Vilardell Garcia (GM JxCat-Junts).
- Guifré Ricart Real (GM JxCat-Junts).
- Mireya Planes Camprodon (GM JxCat-Junts).
- Carlos García Gómez (GM PSC-CP).
- Lorena González Dios (GM PSC-CP).
- Miguel Mateos Cascales (GM PSC-CP).
- Josep Maria Colea Garcia (GM CUP-Amunt).

### Eleccions Municipals de 2019 al municipi de Balaguer
| Candidatura | Candidatura           | Cap de llista                 | Vots  | Regidors | % vots |
| ----------- | --------------------- | ----------------------------- | ----- | -------- | ------ |
|             | ERC-AM                | Jordi Ignasi Vidal Gené       | 2.989 | 9        | 41,99  |
|             | Junts                 | Josep Maria Roigé Rafel       | 1.247 | 3        | 17,52  |
|             | PSC-CP                | Carlos García Gómez           | 1.079 | 3        | 15,16  |
|             | CUP-Amunt             | Josep Maria Colea             | 625   | 1        | 8,78   |
|             | Balaguer, Ara Sí-ECG  | Joan Pla Cubedo               | 507   | 1        | 7,12   |
|             | Partit Popular Català | Daniel Barios Seró            | 269   | 0        | 3,78   |
|             | Ciutadans             | Josefa Martín Nievas          | 252   | 0        | 3,54   |
|             | VOX                   | Juan José Fernández Fernández | 60    | 0        | 0,84   |
|             | Vots en blanc         |                               | 90    |          | 1,26   |
|             | Vots nuls             |                               | 52    |          | 0,73   |
| Total       | Total                 | 7170                          | 7170  |          | 66,11  |

### Resultats de les eleccions al Parlament de Catalunya de 2015 al municipi de Balaguer
| Candidatura | Candidatura                          | Cap de llista               | Vots  | Regidors | % vots |
| ----------- | ------------------------------------ | --------------------------- | ----- | -------- | ------ |
|             | JxSí                                 | Josep Maria Forné i Febrer  | 4.115 | 10       | 53,01  |
|             | Ciutadans - Partit de la Ciutadania  | Jorge Soler                 | 970   | 2        | 12,50  |
|             | Partit dels Socialistes de Catalunya | Òscar Ordeig i Molist       | 835   | 1        | 10,76  |
|             | Candidatura d'Unitat Popular         | Ramon Usall i Santa         | 583   | 1        | 7,51   |
|             | Partit Popular Català                | Marisa Xandri i Pujol       | 571   | 1        | 7,36   |
|             | Catalunya Sí que es Pot              | Sara Vilà i Galan           | 350   | 0        | 4,51   |
|             | Unió Democràtica de Catalunya        | Josep Maria Pelegrí i Aixut | 225   | 0        | 2,90   |
|             | Altres                               |                             | 40    |          | 0,51   |
|             | Vots en blanc                        |                             | 73    |          | 0,94   |
|             | Vots nuls                            |                             | 41    |          | 0,53   |
| Total       | Total                                | 7.803                       | 7.803 |          | 74,14  |

## Ciutats agermanades
Balaguer manté una relació d'agermanament amb les següents localitats:
- L'Alguer, Sardenya (Itàlia)
- Pacifica, Califòrnia (Estats Units)

## Vilatans il·lustres
- Pere III el Cerimoniós, sobirà de la corona catalano-aragonesa i autor d'una de les quatre grans cròniques medievals catalanes, va néixer a Balaguer l'any 1319.
- Bernat Langor fou abat del monestir de Santa Maria de Bellpuig de les Avellanes del 1611 al 1625
- Modest Puig i Bellera (1858-1900): advocat i batlle de Balaguer.
- Domènec Carrové i Viola (1896-1969): escriptor, historiador i batlle de Balaguer
- Teresa Pàmies (1919-2012): escriptora i periodista
- Rafel Santapau: escriptor, pintor i director de teatre, resident a Balaguer.

- Robert Martínez: entrenador de la selecció belga i portuguesa de futbol.
- Francesc Burguet i Ardiaca (Balaguer, 1955): escriptor, assagista i professor universitari.
- Francesc Canosa (Balaguer, 1975): editor, guionista i periodista.

És interessant destacar que el poeta medieval Pere March, pare d'Ausias March, va morir a Balaguer l'any 1413.